# Centro Ocidental Paranaense
Centro Ocidental Paranaense is een van de tien mesoregio's van de Braziliaanse deelstaat Paraná. Zij grenst aan de mesoregio's Centro-Sul Paranaense, Norte Central Paranaense, Noroeste Paranaense en Oeste Paranaense. De mesoregio heeft een oppervlakte van ca. 11.937 km². In 2009 werd het inwoneraantal geschat op 323.304.
Twee microregio's behoren tot deze mesoregio:
- Campo Mourão
- Goioerê

Mesoregio's: Centro Ocidental Paranaense · Centro Oriental Paranaense · Centro-Sul Paranaense · Metropolitana de Curitiba · Noroeste Paranaense · Norte Central Paranaense · Norte Pioneiro Paranaense · Oeste Paranaense · Sudeste Paranaense · Sudoeste Paranaense

Microregio's: Apucarana · Assaí · Astorga · Campo Mourão · Capanema · Cascavel · Cerro Azul · Cianorte · Cornélio Procópio · Curitiba · Faxinal · Floraí · Foz do Iguaçu · Francisco Beltrão · Goioerê · Guarapuava · Ibaiti · Irati · Ivaiporã · Jacarezinho · Jaguariaíva · Lapa · Londrina · Maringá · Palmas · Paranaguá · Paranavaí · Pato Branco · Pitanga · Ponta Grossa · Porecatu · Prudentópolis · Rio Negro · São Mateus do Sul · Telêmaco Borba · Toledo · Umuarama · União da Vitória · Wenceslau Braz